# Bawositora
Bawositora is een bestuurslaag in het regentschap Nias Selatan van de provincie Noord-Sumatra, Indonesië. Bawositora telt 261 inwoners (volkstelling 2010).